# Michael Vester
Michael Vester (* 9. Dezember 1939 in Berlin) ist emeritierter Professor für Politikwissenschaft an der Universität Hannover mit den Forschungsschwerpunkten Sozialstruktur, Milieu und Mentalität, soziale Bewegungen, sozio-politische Lernprozesse.

## Werdegang und Forschungsgebiete
Ab 1959 begann Michael Vester ein interdisziplinäres Studium der Sozialwissenschaften in Hamburg, Neuengland und Frankfurt am Main. Er war in den deutschen und amerikanischen Studentenbewegungen aktiv und legte 1965 sein Diplom mit einer Arbeit über die politische Soziologie von Charles Wright Mills ab. Er arbeitete als Hochschulassistent am von Peter von Oertzen geleiteten Institut für Politische Wissenschaft der TH Hannover und in der Arbeiterbildung. Ab 1971 war er Professor für Politische Wissenschaft und engagierte sich insbesondere in der Hochschulreform, der Jugendzentrumsbewegung und der Portugal-Solidarität.
Sein Forschungsgebiet war zunächst die Geschichte und Theorie der Arbeiterbewegungen im Sinne von Edward P. Thompsons theoriegeleiteter Geschichte von unten. Am Fallbeispiel der Anfänge der englischen Arbeiterbewegung wurden die Herausbildung von Klassenbewusstsein in Abhängigkeit von Zyklen kollektiven Lernens sowie die Strategie- und Identitätsbildung in den historisch verschiedenen Konfliktphasen von Klassenkampf analysiert.
1969 untersuchte er die Roter-Punkt-Aktion gegen die Fahrpreiserhöhung des ÖPNVs in Hannover. In den frühen 1970er Jahren leitete er eine empirische Untersuchung über die soziale Situation der Studierenden in Hannover.
Ab 1976 entwickelte er den Schwerpunkt Soziale Bewegungen weiter, in dem er sich mit dem aktuellen Wandel der Sozialstrukturen und der sozialen Bewegungen beschäftigte. Anregungen übernahm er aus den Erfahrungen in den Agrargenossenschaften der portugiesischen Revolution und aus der deutschen Friedensbewegung. Er führte in diesem Zeitraum die interdisziplinären Forschungsprojekte Agrarreform und Entwicklung in Südportugal (1986–1990) und Sozialstrukturwandel und neue soziale Milieus in Westdeutschland (1988–1990) durch.
Das Forschungszentrum Arbeitsgruppe Interdisziplinäre Sozialstrukturforschung (agis) leitete Michael Vester in den ersten Jahren seiner Entstehungszeit ab 1991. Zunächst wurden hier die Zuspitzungen des sozialen Wandels unter dem Einfluss der deutschen Einigung und der Globalisierung der Märkte untersucht.
Weitere Themen von agis waren
- die sozialen Milieus in Ostdeutschland,
- die Milieus der Erwachsenen- und Arbeiterbildung,
- der Zusammenhang von Milieus und Kirche,
- die Milieus der ‚neuen‘ arbeitnehmerischen Mitte,
- die soziale und politische ‚Verdrossenheit‘ der Milieus der Wähler.

In Zusammenhang mit diesen Forschungen wurde ein neues empirisches und theoretisches Leitkonzept entwickelt, wie Strukturwandel und Mentalitätswandel sich wechselseitig bedingen. Dabei wurden „klassische“ Paradigmen der Wirtschaftsethiken und Mentalitäten von Max Weber bis Pierre Bourdieu genutzt, eine neue Sichtweise auf die Theorie von Karl Marx entwickelt und so versucht, die alte Frage der sozialen Gerechtigkeit auf fruchtbare Weise neu zu stellen.
Vester ist Mitglied im Wissenschaftlichen Beirat von Attac.

## Veröffentlichungen (Auswahl)
- Die Entstehung des Proletariats als Lernprozess. Europäische Verlagsanstalt: Frankfurt am Main 1970 ff.
- Die Frühsozialisten, Bd. I und II. Rowohlt 1970/71
- (m. Jürgen Peters) Lehr-Spielfilm ‘Können Sie denn nicht lesen!’ (ARD 14. Oktober 1972, SFB 6. Juli 1974, WDR 20. August 1974): Drehbuch (S. 1–67), Köln 1973.
- Über Kooperationsformen an Universitäten. Akademismus und neue Lernformen – Neuer Wein in alten Schläuchen?, in: Politikon Nr. 43, April/Mai 1974, S. 17–26
- (Hrsg.) Shlomo Na’aman, Gibt es einen 'Wissenschaftlichen Sozialismus? Frankfurt/M.: SOAK Verlag 1979
- (Hrsg.) E.P. Thompson, Das Elend der Theorie. Frankfurt/M.: Campus 1980.
- Die vergessene Revolution. Sieben Jahre Agrarkooperativen in Portugal. Materialis 1982;
- (Hrsg.): Unterentwicklung und Selbsthilfe in europäischen Regionen. Offizin 1993;
- (mit Peter von Oertzen u. a.) Soziale Milieus im gesellschaftlichen Strukturwandel. Köln: Bund Verlag 1993.
- (Hrsg., mit Michael Hofmann u. Irene Zierke) Soziale Milieus in Ostdeutschland. Köln: Bund Verlag 1995;
- (Hrsg., mit Peter A. Berger) Alte Ungleichheiten – neue Spaltungen, Opladen: Leske + Budrich 1998
- M. Vester, P. v. Oertzen, H. Geiling u. a.: Soziale Milieus im gesellschaftlichen Strukturwandel. Frankfurt a. M.: Suhrkamp Verlag 2001²
- (Hrsg., mit Wolfgang Vögele und Helmut Bremer) Soziale Milieus und Kirche, Ergon Verlag 2002
- Soziale Milieus und Gesellschaftspolitik, in: Aus Politik und Zeitgeschichte, 44–45/2006 kostenfreie pdf-Textversion
- Der Kampf um soziale Gerechtigkeit. Zumutungen und Bewältigungsstrategien in der Krise des deutschen Sozialmodells, in: H. Bude / A. Willisch (Hrsg.): Das Problem der Exklusion, Hamburger Edition, 2008, S. 243–292